# بوبي دوفي
بوبي دوفي (بالإنجليزية: Bobby Duffy)‏ هو لاعب كرة قدم أيرلندي، ولد في 1 أكتوبر 1910 في دبلن في جمهورية أيرلندا، وتوفي في 1992. شارك مع منتخب جمهورية أيرلندا لكرة القدم. أما مع النوادي، فقد لعب مع نادي بانغور ونادي شامروك روفرز.